# Pachypodium namaquanum
Pachypodium namaquanum (Wyley ex Harv.) Welw., 1869 è una pianta della famiglia delle Apocinacee, endemica della Namibia e del Sudafrica.

## Descrizione

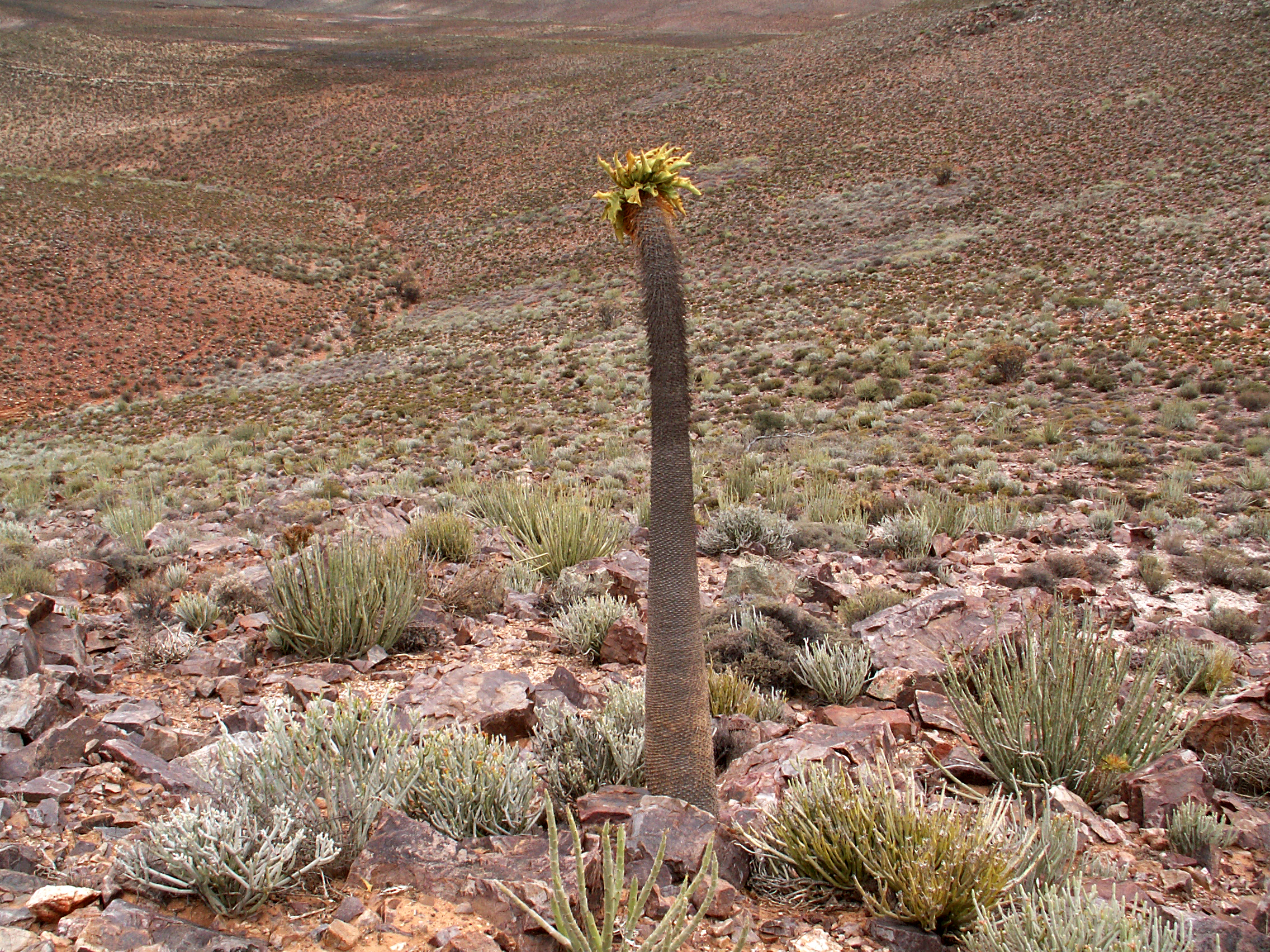
Esemplare nel
Richtersveld Nationalpark.

È una specie arborea con lunghi fusti spinescenti, che possono raggiungere anche i 2 - 2,5  m.

Le foglie, carnose, dal margine ondulato, sono disposte a rosetta all'apice del fusto.

I fiori, tubolari, compaiono da agosto a ottobre.

Il frutto è un baccello a forma di V che alla deiscenza libera innumerevoli semi piumati che vengono dispersi da vento (disseminazione anemocora).
Vista da lontano la pianta ha sembianze vagamente antropomorfe, da cui il nome afrikaans "halfmen".

## Distribuzione e habitat
L'areale di questa specie è circoscritto alla regione detta Namaqualand, un'area semidesertica compresa fra il Richtersveld sudafricano e il deserto del Namib, abitata dall'etnia Namaqua.

## Conservazione
Per l'ampiezza del suo areale, stimato in circa 15.000 km², P. namaquanum è considerata dalla IUCN Red List una specie a rischio minimo (Least Concern).
È protetta all'interno del Parco nazionale Richtersveld (Sudafrica).